# Јапанска тешка крстарица Ибуки
Крстарица Ибуки је била јапанска тешка крстарица из времена Другог светског рата, и на њој су били вршени радови са циљем њене преправке у носач авиона. Међутим ови радови до краја рата нису били завршени.

## Историја
Градња брода је започета у оквиру ратног програма бродоградње за попуну флоте из 1942. године. Пројекат представља модернизовану варијанту тешке крстарице класе Могами. Стандардна маса новог брода требало је да буде 12.200 тона, а пуна 15.000 тона. Главно наоружање је чинило 10 топова калибра 203 mm распоређених у 5 кула. Помоћну артиљерију по пројекту су чинили топови 127 mm а противавионску, топови 25 mm и митраљези 13 mm. Укупно су започета са градњом два брода ове класе - Ибуки у државном бродоградилишту у луци Куре 24. априла 1942. године, а други брод у бродоградилишту „Мицубиши“ у Нагасакију, током јуна 1942. године. Крстарица Ибуки је поринута 25. маја 1943. године, док је градња другог брода прекинута већ након месец дана од почетка градње, како ди се у бродоградилишту направило место за почетак градње носача авиона Амаги. Радови на крстарици Ибуки продужени су до јуна 1943. године када је одлучено да се брод преправи у носач авиона. Пребачена је у луку Сасебо, где се започело са реализацијом преправке у носач авиона, новембра 1943. године. Предлагало се да нови брод игра улогу ескортног носача авиона, који ће да штити групе бродова и конвоје од непријатељских авиона и подморница. Да би се побољшала стабилност брода, на боковима су заварене додатне плутаче половином дужине трупа. Полетно-слетна палуба је постављена на хангар у једном нивоу. То је дозвољавало да се на броду смести свега 30 авиона. Хангар је са палубом био спојен преко два лифта за авионе. Острвска надградња се налазила на десној страни брода а иза ње се налазио димњак, који је био карактеристично за јапанске носаче авиона окренут ка воденој линији. Како би се направило место за цистерне са авиобензином, морало је да се скине половина котлова, што је довело до смањења брзине за 4 kn (7,4 km/h). Не зна се тачно које је дебљине био оклоп на броду, али се претпоставља да је оклопни појас био 100 mm (140 mm у рејонима магацина), а палуба 35 mm (61 mm у рејонима магацина). Наоружање брода је чинило 2 двоцевна топа 76 mm и 16 троцевних топова 25 mm. Допунски на крми је монтирано 6 уређаја са по 20 невођених ракета 120 mm.

## Тактичко-технички подаци
|                            | Тешка крстарица                      | Носач авиона                         |
| -------------------------- | ------------------------------------ | ------------------------------------ |
| Стандардна тежина:         | 12.200 тона                          | 12.500 тона                          |
| Пуна тежина:               | 15.000 тона                          | 14.800 тона                          |
| Дужина:                    | 198,30 метара                        | 198,40 метара                        |
| Ширина:                    | 19,20 метара                         | 23,00 метара                         |
| Газ (средњи):              | 6,05 метара                          | 6,70 метара                          |
| Полетна палуба:            | -                                    | 205×23 метара                        |
| Погон:                     | 8 котлова „Канпон“                   | 4 котлова „Канпон“                   |
| Снага:                     | 152.000 КС (4 парне турбине)         | 72.000 КС (2 парне турбине)          |
| Брзина:                    | 33 kn (61 km/h)                      | 29 kn (54 km/h)                      |
| Даљина пловљења:           | 8.150 наутичких миља/18 kn (33 km/h) | 5.200 наутичких миља/18 kn (33 km/h) |
| Количина горива:           | 2.163 тона нафте                     | 1.700 тона нафте + 680 тона бензина  |
| Посада:                    | -                                    | 1.015 људи                           |
| Главна артиљерија:         | 5×2 203                              | -                                    |
| Универзална артиљерија:    | 2×4 топа 127 mm                        | 2×2 топа 76                          |
| Противавионска артиљерија: | 4×2 25/60 mm                           | 16×3 топа 25/60                      |
| Митраљези:                 | 4×1 митраљеза 13/76 mm                 | -                                    |
| Авио-група:                | 3                                    | 28+2                                 |
| Ловци:                     | -                                    | 24+2 А6М5б                           |
| Обрушавајући бомбардери:   | -                                    | -                                    |
| Торпедоносци:              | -                                    | -                                    |
| Извиђачки авиони:          | 3                                    | 4 Ки-76                              |

## Служба
Радови на броду Ибуки су прекинути након 17. марта 1945. године, пошто је брод јако оштећен у нападу америчких авиона на војнопоморску базу у Сасебу. До тог момента брод је завршен 80%, но радови на његовој поправци и завршетку градње су оцењени као неисплативи. Након завршетка рата брод је предат на сечење.